# Lavangen
Lavangen (en sami septentrional: 'Loabák') es un municipio de Troms, Noruega. El centro administrativo es Tennevoll. Otras localidades son Fossbakken, Spansdalen (del interior), Kjeiprød, Røkenes, Låternes, Hesjevika y Å (en las cercanías del Lavangsfjorden).

## Evolución administrativa
El municipio ha sufrido varios cambios territoriales, los cuales son:
| Año  | Cambios terrioriales                                         | Población |
| ---- | ------------------------------------------------------------ | --------- |
| 1907 | Lavangen se convierte en municipio tras separarse de Ibestad | 1536      |
| 1964 | Lavangen se fusiona con Salangen                             |           |
| 1977 | Lavangen vuelve a ser municipio independiente                |           |

## Etimología
El municipio recibe su nombre por el fiordo Lavangsfjorden (nórdico antiguo: Laufangr). El primer elemento es lauf que significa «hoja» y el segundo angr que significa «fiordo».

## Geografía
El municipio abarca al valle de Spansdalelva y la mayor parte del Lavangsfjorden, al sur del Astafjorden. Colinda con Narvik (en Nordland) al sur, Gratangen al oeste, Salangen al norte, y Bardu al este.

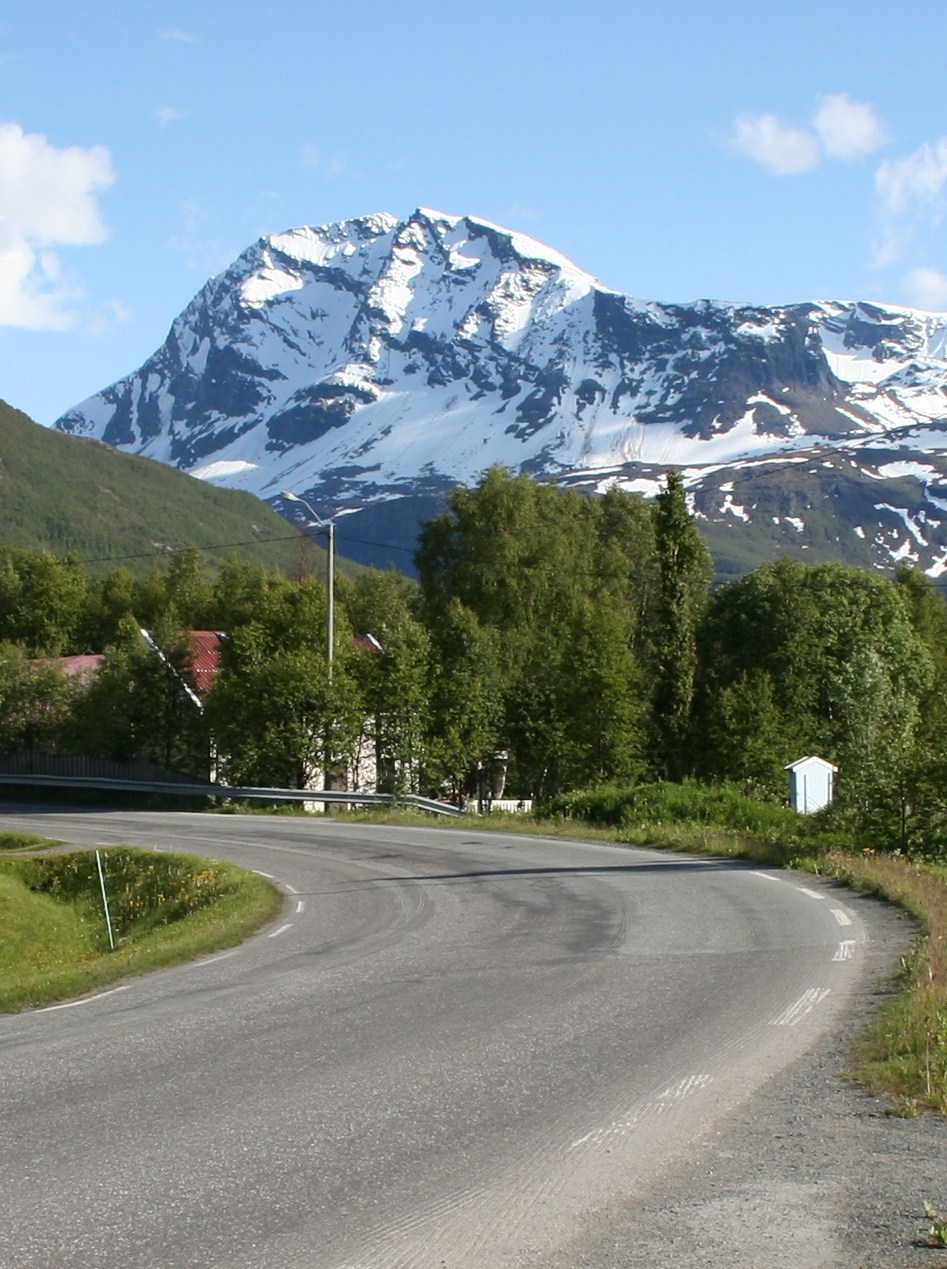
Vista de Spanstinden cerca de Soløy
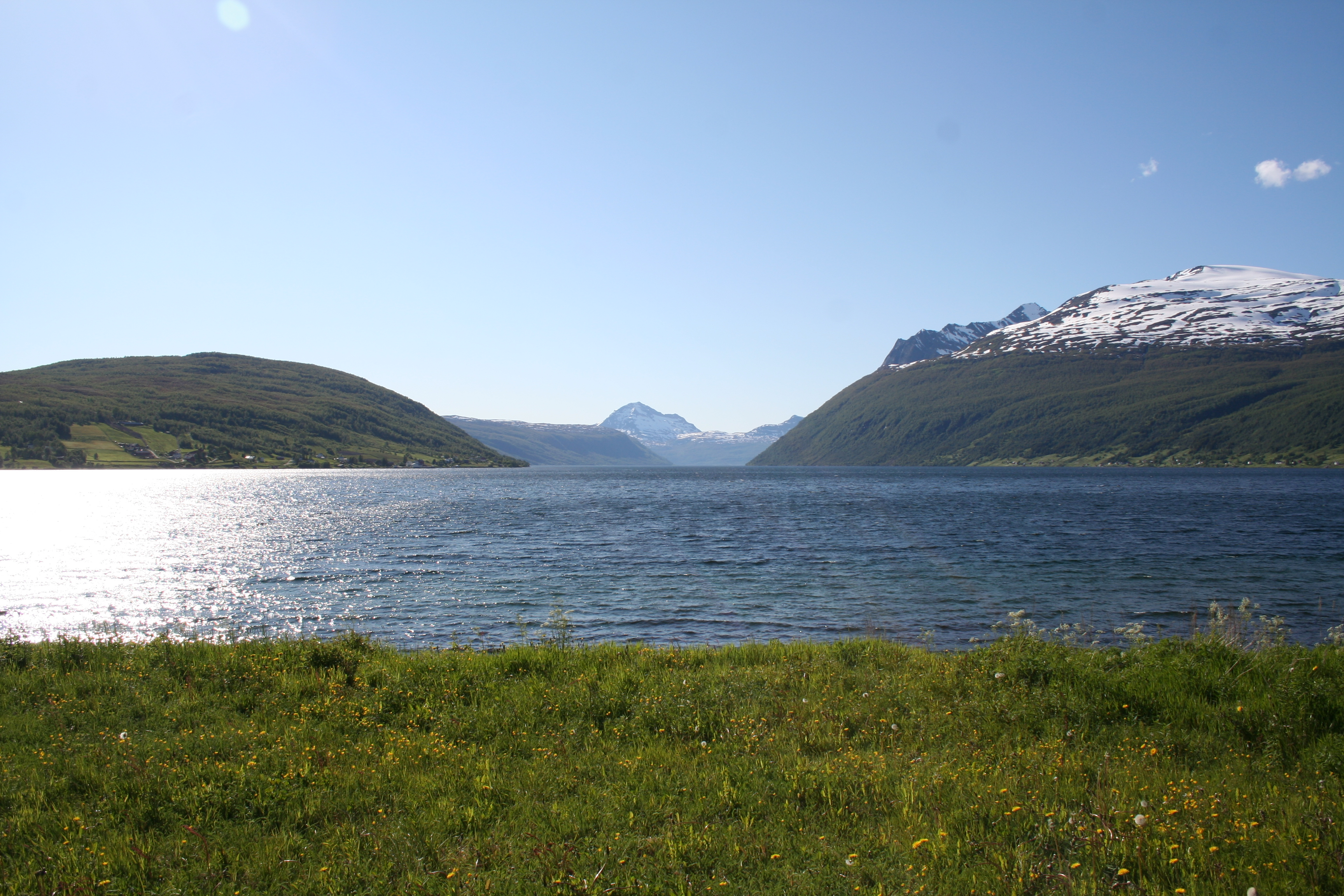
Vista del Lavangsfjorden
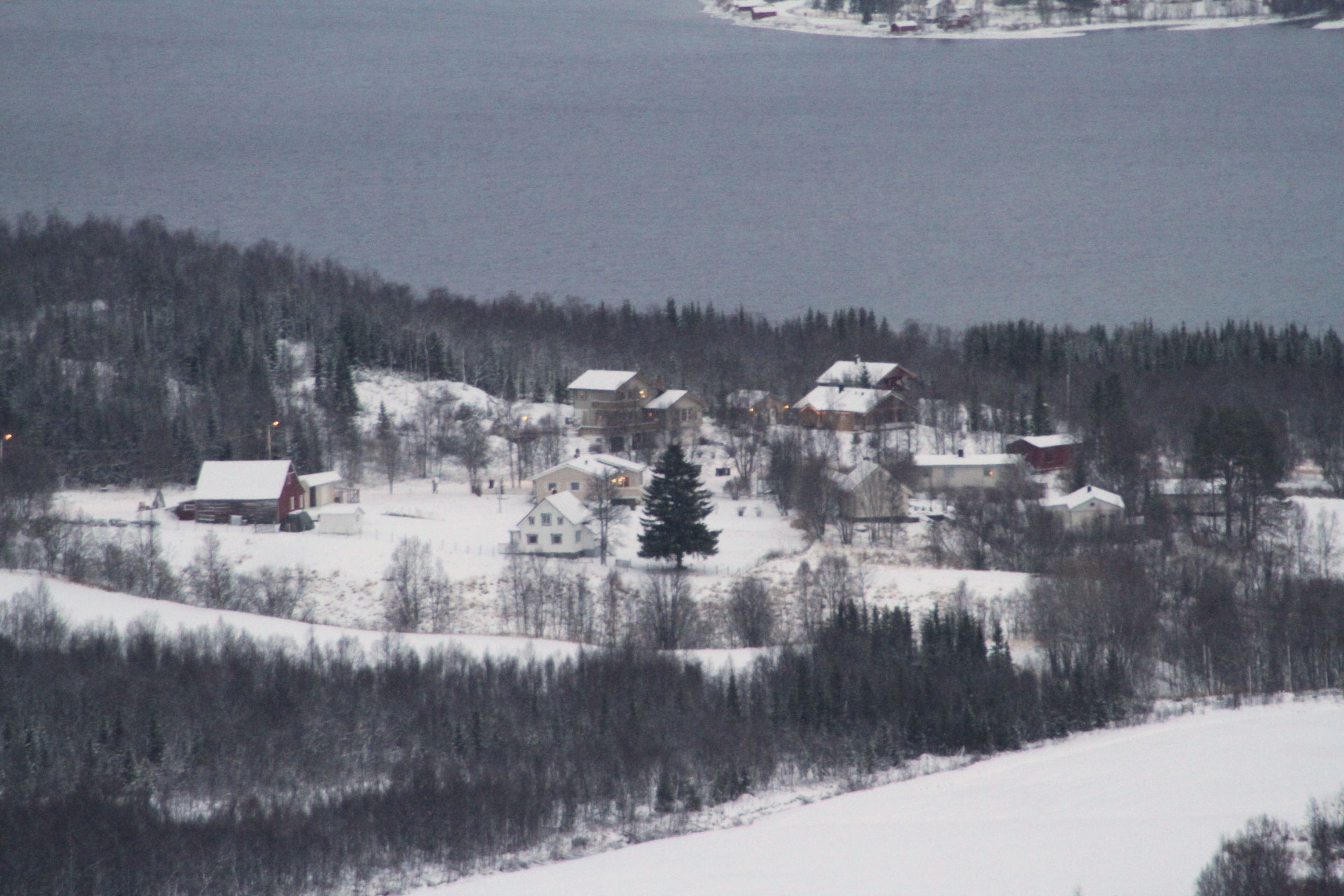
Vista de Skavmodalen

## Gobierno
El municipio se encarga de la educación primaria, asistencia sanitaria, atención a la tercera edad, desempleo, servicios sociales, desarrollo económico, y mantenimiento de caminos locales.

### Concejo municipal
El concejo municipal (Kommunestyre) tiene 15 representantes que son elegidos cada 4 años y estos eligen a un alcalde. Estos son:

### Lavangen Kommunestyre 2015-2019
| Partido              | Número de representantes |
| -------------------- | ------------------------ |
| Partido Laborista    | 5                        |
| Partido del Progreso | 1                        |
| Partido Conservador  | 3                        |
| Partido de Centro    | 6                        |

## Atracciones
Spanstind rundt es una famosa carrera de esquí de fondo en Lavangen que se realiza cada Jueves Santo.